# Cizy de Rieux
Cizy ou saint Cizy de Rieux (VIIIe ou IXe siècle), issu de la famille des Ducs de Bourgogne, était un soldat de Charlemagne (sous les ordres de saint Vidian?), natif de Besançon, fait prisonnier par la main des musulmans venant d'Espagne. Il refusa d'abjurer sa foi chrétienne, d'embrasser la religion de Mahomet, et fut martyr (au pied de la cité d'Angonia (aujourd'hui Martres-Tolosane), près de Rieux-Volvestre dans la Haute-Garonne, dont il est le saint patron.
C'est un saint chrétien fêté le 16 août.
La cathédrale de Rieux en conserve un reliquaire d'une dent sertie dans un cylindre d'argent .